# Brněnský deník
Brněnský deník (v letech 1885–1991 Rovnost, místy s různými přívlastky, poté do roku 2006 Moravský demokratický deník RT, Moravské noviny Rovnost a Brněnský deník Rovnost) je český regionální deník, založený v roce 1885 Pankrácem Krkoškou jakožto levicové periodikum. Jde o jeden z nejstarších téměř nepřetržitě vycházejících deníků v Evropě. V současnosti je součástí značky Deník vydavatelství Vltava Labe Media.

## Historie

### Od založení do roku 1989
Deník Rovnost vznikl v roce 1885 z iniciativy sociálnědemokratického novináře a bývalého učitele Pankráce Krkošky, který se také stal jeho odpovědným redaktorem. Cílem bylo společným listem dělnické třídy sjednotit rozpolcenou sociálnědemokratickou stranu. Prvním vydavatelem byl Jan Opletal, redakce listu sídlila v brněnské předměstské čtvrti Josefov v domě č. 13 (nynější dům Bratislavská 13). První číslo o rozsahu osmi stran vyšlo původně 13. srpna 1885, bylo ovšem zkonfiskováno rakouskou cenzurou. Opravené druhé vydání prvního čísla, ze kterého musely být vypuštěny pasáže, jež cenzura označila za závadné, vyšlo 20. srpna 1885. Podtitul novin zněl „List sociálních demokratů českých“, mottem bylo „Rovnost, volnost, bratrství“. První čísla Rovnosti vycházela v nákladu přibližně 600 výtisků. Sám Krkoška ve funkci redaktora listu setrval rok, psal pro něj např. fejetony.
Zpočátku Rovnost vycházela vždy v první a třetí čtvrtek v měsíci, od roku 1905 pak již jako deník. V době první světové války byla vydávána v menším rozsahu a přísně cenzurována, uváděny v ní byly ponejvíce zprávy z bojišť. V září 1933 začal list vycházet ilegálně pod názvem Proletářská Rovnost, v březnu a dubnu 1934 byl pak opět vydáván legálně jako Dělnická Rovnost. Od prosince 1935 pak název zněl Moravská rovnost. Pod tímto názvem vycházel list i po roce 1938 a během druhé světové války, tehdy už opět v ilegalitě.
V souvislosti s politickým vývojem v Československu po roce 1945 zaznamenala Rovnost nejprve v letech 1945–1948 rychlý rozmach coby list Komunistické strany Československa (KSČ), po Únoru 1948 se stala stranickou tiskovinou krajského výboru vládnoucí KSČ.
- Faksimile konfiskovaného prvního čísla Rovnosti z 13. srpna 1885
- Faksimile opraveného prvního čísla Rovnosti z 20. srpna 1885

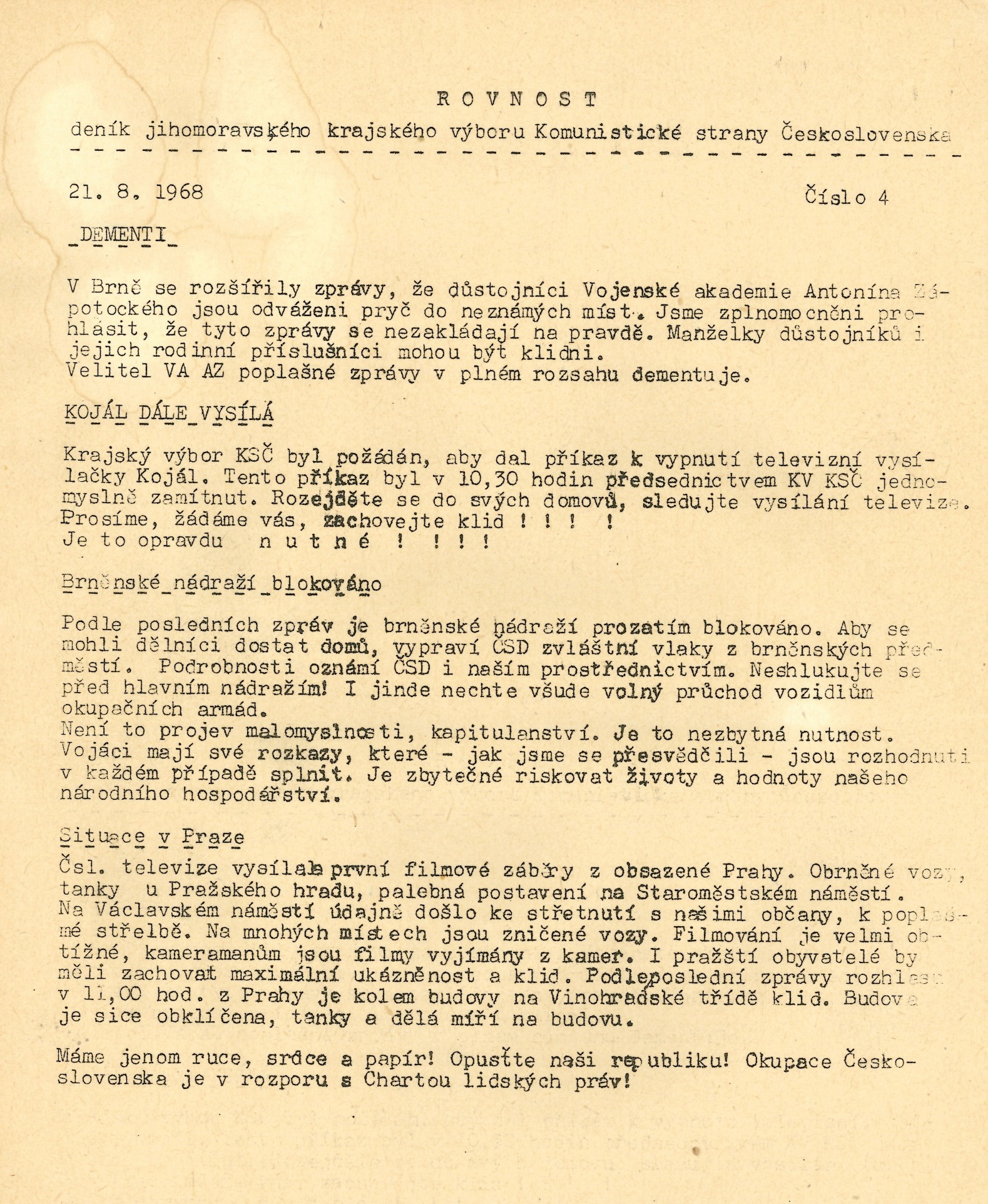
Cyklostylované vydání Rovnosti z 21. srpna 1968

### Po roce 1989
Po sametové revoluci přešlo na konci roku 1989 vydávání Rovnosti z krajského výboru KSČ na Vydavatelství Rudé Právo. Následně byl deník 11. března 1991 spontánně privatizován společností Moravskoslezské vydavatelství, založenou redaktory listu, a dále vycházel pod názvem Moravský demokratický deník RT, posléze od roku 1995 jako Moravské noviny Rovnost. Když roku 1995 získala majoritní podíl v Rovnosti společnost Rheinisch-Bergische Verlags, byla ještě deníkem pro celou jižní Moravu. Výhradně na okresy Brno-město a Brno-venkov se Brněnský deník Rovnost soustředil poté, co jej v červnu 2001 získalo vydavatelství Vltava-Labe-Press a vydělilo z něj pět regionálních verzí (Deník Blanenska Rovnost, Deník Břeclavska Rovnost, Deník Slovácka Rovnost, Deník Vyškovska Rovnost a Deník Znojemska Rovnost). V rámci sjednocení názvů a designu všech regionálních deníků Vltava-Labe-Press byly noviny 18. září 2006 přejmenovány na Brněnský deník.

## Připomínka

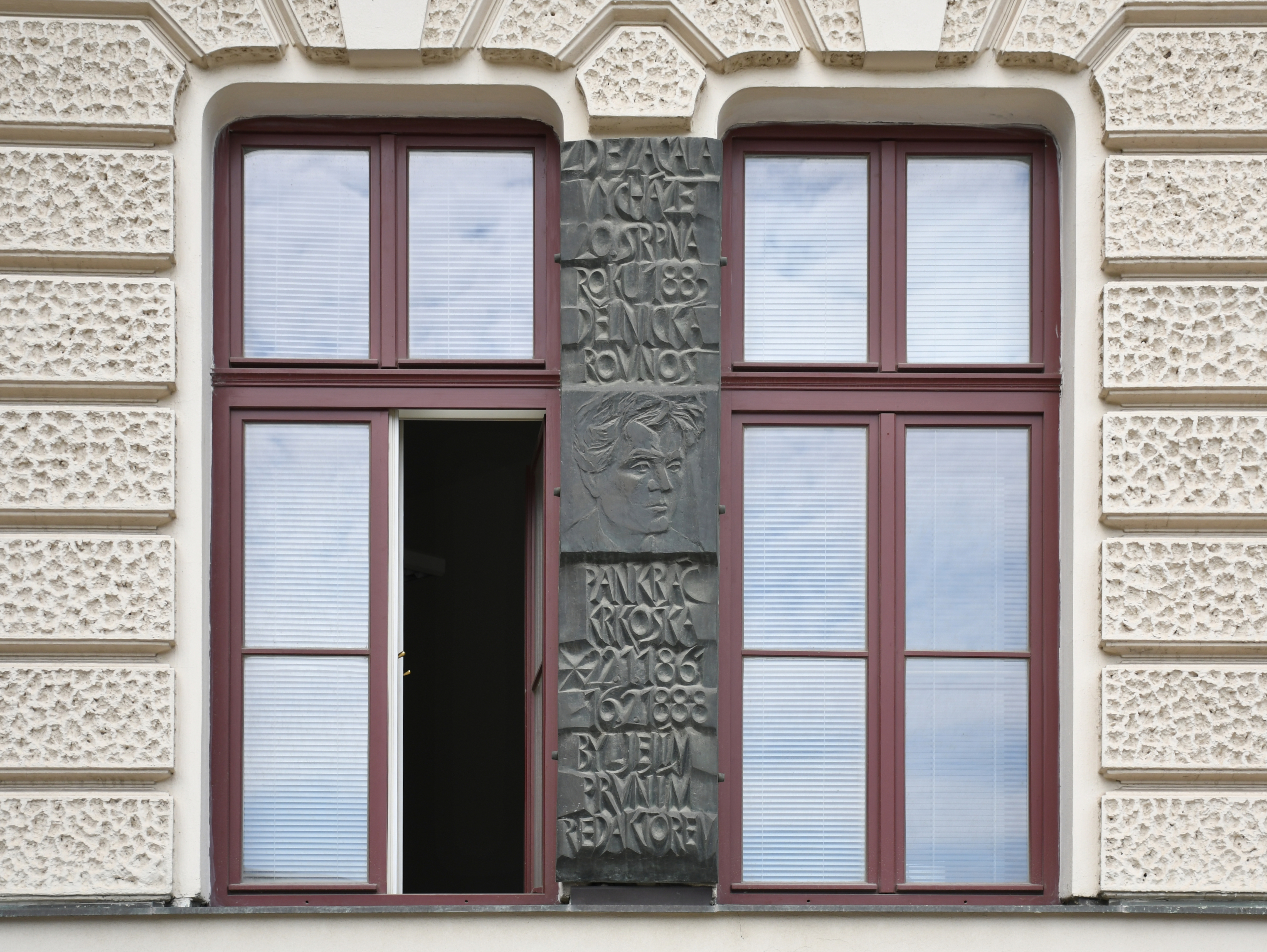
Pamětní deska na domě Bratislavská 13

Výročí vzniku Rovnosti bylo připomínáno za komunistického režimu. Například v roce 1960 používala pošta Brno 2 jeden týden v srpnu příležitostné razítko k 75. výročí listu. Vycházely různé publikace, např. v roce 1955 to bylo dílo 70 let Rovnosti, v roce 1975 kniha Bojem zvítězila, v letech 1962 a 1965 bibliofilské faksimile prvního konfiskovaného i opraveného čísla z roku 1885 a další.
Při oslavách 100. výročí Rovnosti, jakožto „nejstaršího stále vycházejícího dělnického a komunistického listu“ v Československu, propůjčil v srpnu 1985 prezident Gustáv Husák kolektivu Rovnosti Řád Vítězného února. Při téže příležitosti byla na budově krajské odborové rady odhalena pamětní deska, která připomínala, že ve sklepení budovy fungovala za druhé světové války v letech 1939–1940 ilegální tiskárna, která vydávala letáky a provolání, a také první číslo ilegální Moravské Rovnosti. Ve stejné době byla odhalena pamětní deska na domě Bratislavská 13 od Miloše Slezáka a Antonína Hladíka, která připomíná místo, kde zpočátku sídlila redakce listu. Zároveň bylo pojmenováno prostranství ve čtvrti Trnitá u obchodního domu Prior, mezi ulicemi Úzká a Dornych, jako náměstí Rovnosti. Tento název ale byl zrušen v roce 1990 po sametové revoluci, neboť šlo o uměle definovaný prostor.

## Významní přispěvatelé
- Edvard Beneš
- Josef Hybeš
- Josef Kainar
- Ludvík Kundera
- Oldřich Mikulášek
- Ivan Olbracht
- Richard Sicha
- Jan Skácel
- Bedřich Václavek